# Ahmadu Seku

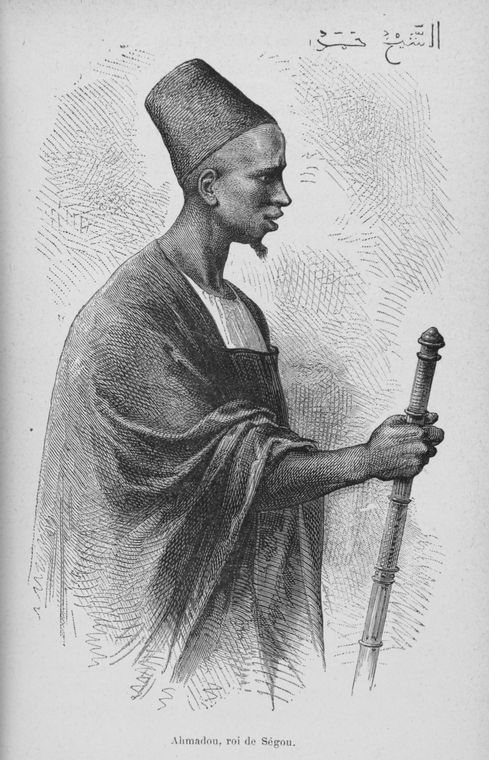
Ahmadu, rei de Segu (vers 1880)

Ahmadu Seku o Ahmad al-Shaykh (mort el 1898) fou un dirigent tuculor, fill d'Al-Hadjdj Umar el conqueridor de la regió sudanesa occidental.
Quan Hadjdj Umar Tal va marxar en expedició a Masina (on va morir) va deixar al seu fill com a regent dels seus estats (el regne bambara de Ségou) amb títol de khalifa (lloctinent) de la tariqa tidjaniyya. Mort Umar el 1864 van esclatar revoltes de diverses tribus. Els seus germans Habib, governador de Dingiray, i Mukhtar governador de Joniakari, actuaren com a virtualment independents. El seu cosí Al-Tidjani, governador de Masina, va esdevenir de fet independent (1864-1887). Un esclau del seu pare, Mustafa, es va fer independent a Nyoro però el 1873 fou derrotat i nomenat governador Muntaka, germà d'Ahmadu.
Ahmadu va lluitar també contra els bambara que no estaven del tots sotmesos. Habib es va revoltar el 1868 i Ahmadu hi va haver de lluitar un temps. El 1874 va agafar el títol d'amir al-muminin. A partir del 1878 van començar a penetrar els francesos. La rivalitat entre Ahmadu i Samori va permetre als francesos fàcils victòries. Adjibu, germà d'Ahmadu que havia estat nomenat governador a Dingiray, va fer aliança amb els francesos.
El 1884, amenaçat al cor del regne pels bambara i els seus oficials tokolor, es va establir a Nyoro, d'on va eliminar el seu germà Muntaka. Els francesos dirigits pel coronel Archinard van entrar a Ségou el 6 d'abril de 1890. L'1 de gener de 1891 Archinard va ocupar Nyoro d'on Ahmadu va fugir; es va dirigir a Bandjagara on fou finalment derrotat el 26 d'abril de 1893. Ahmadu va poder escapar cap al Sultanat de Sokoto on va morir el 1898.